# Províncies de Costa Rica
Les províncies de Costa Rica són les entitats territorials de primer nivell a la divisió administrativa de la República de Costa Rica.
La Constitució de 1848 va definir la divisió en províncies, aquestes en cantons i aquests en districtes parroquials. Inicialment es reconegueren 5 províncies. L'any 1858 es va afegir la província de Puntarenas i el 1902 la de Limón.
Actualment, doncs, existeixen 7 províncies, dividides en 81 cantons i en 470 districtes.

## Llista de les províncies
La llista de províncies és la següent, amb les dades de població corresponents a les estimacions de l'INEC (Instituto Nacional de Estadística y Censos) de Costa Rica per a l'any 2011:

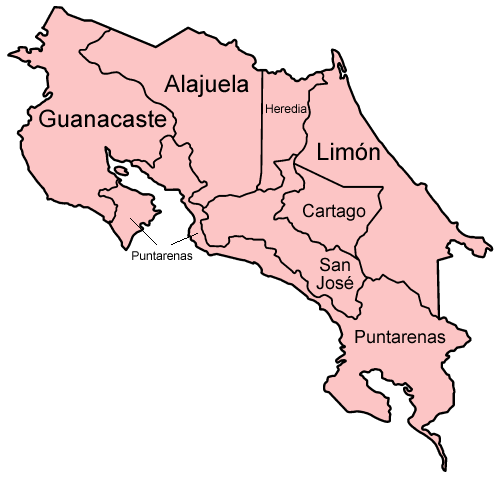
Les set províncies de Costa Rica

| Província  | Capital    | Població  | Superfície | Any de creació |
| ---------- | ---------- | --------- | ---------- | -------------- |
| San José   | San José   | 1.658.075 | 4.966      | 1848           |
| Alajuela   | Alajuela   | 885.571   | 9.758      | 1848           |
| Cartago    | Cartago    | 515.385   | 3.125      | 1848           |
| Heredia    | Heredia    | 456.329   | 2.657      | 1848           |
| Guanacaste | Liberia    | 280.232   | 10.141     | 1848           |
| Puntarenas | Puntarenas | 368.423   | 11.266     | 1858           |
| Limón      | Limón      | 451.631   | 9.189      | 1902           |